# Бегущий простой узел
Бегу́щий просто́й у́зел (англ. Noose — «удавка»; фр. Nœud Coulant) — бытовой узел, который использовали ловцы птиц и мелких животных. Для его завязывания использовали конский волос. Узел можно завязать на любой части верёвки. Может быть использован для затягивания мешка, связывания тюка, крепления троса. Узел — ненадёжный. В морском деле не применяют.
Часто путают между собой три похожих по строению узла, но различных по предназначению — бегущий простой узел, развязывающийся простой узел и развязывающийся бегущий простой узел. Бегущий простой узел (Noose) — удавка для отлова птиц, развязывающийся простой узел (Slip Knot) — стопорный узел, развязывающийся бегущий простой узел (Slip Noose) — временный крепёжный узел для лёгкого развязывания.

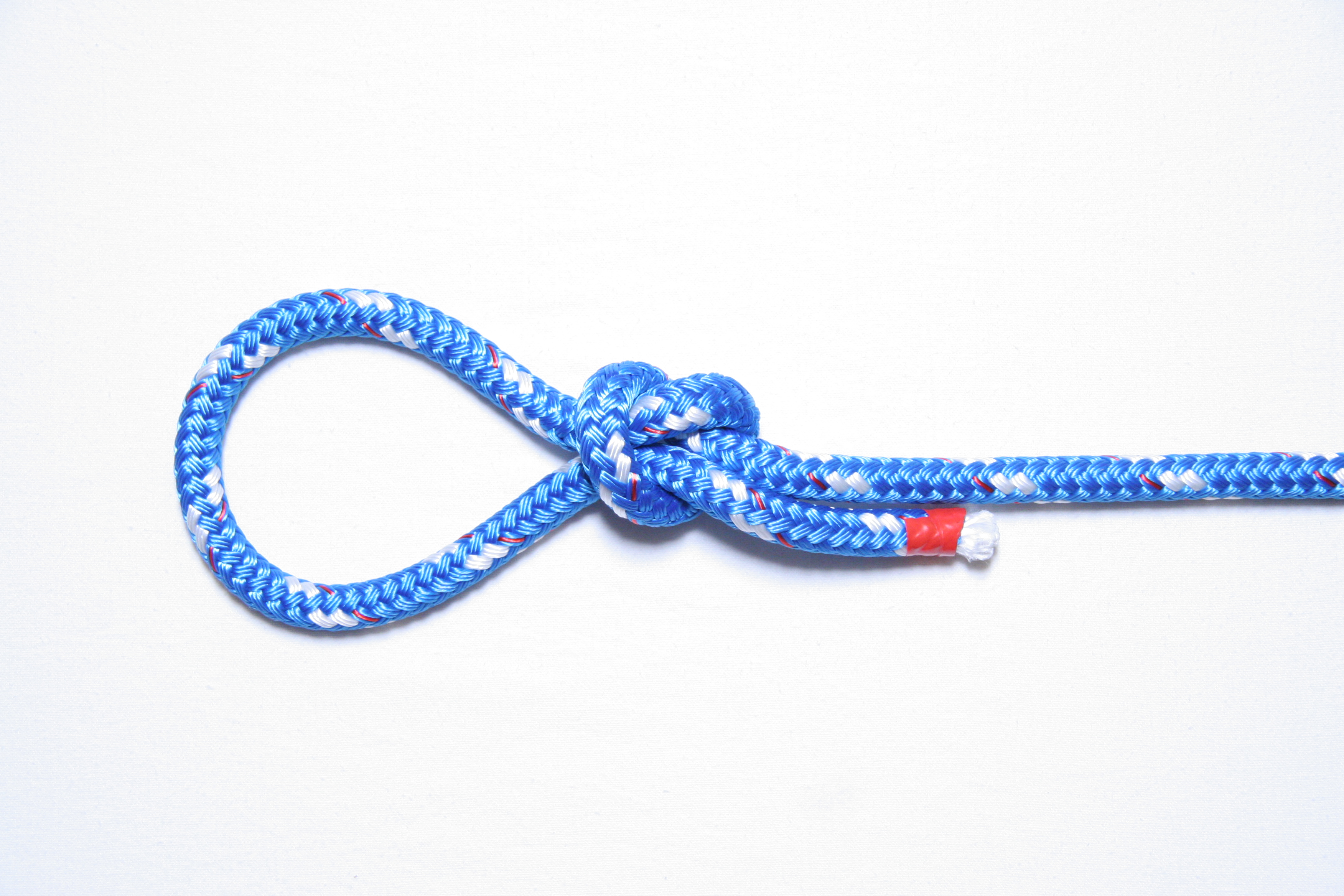
развязывающийся простой узел (Slip Knot) — стопорный узел
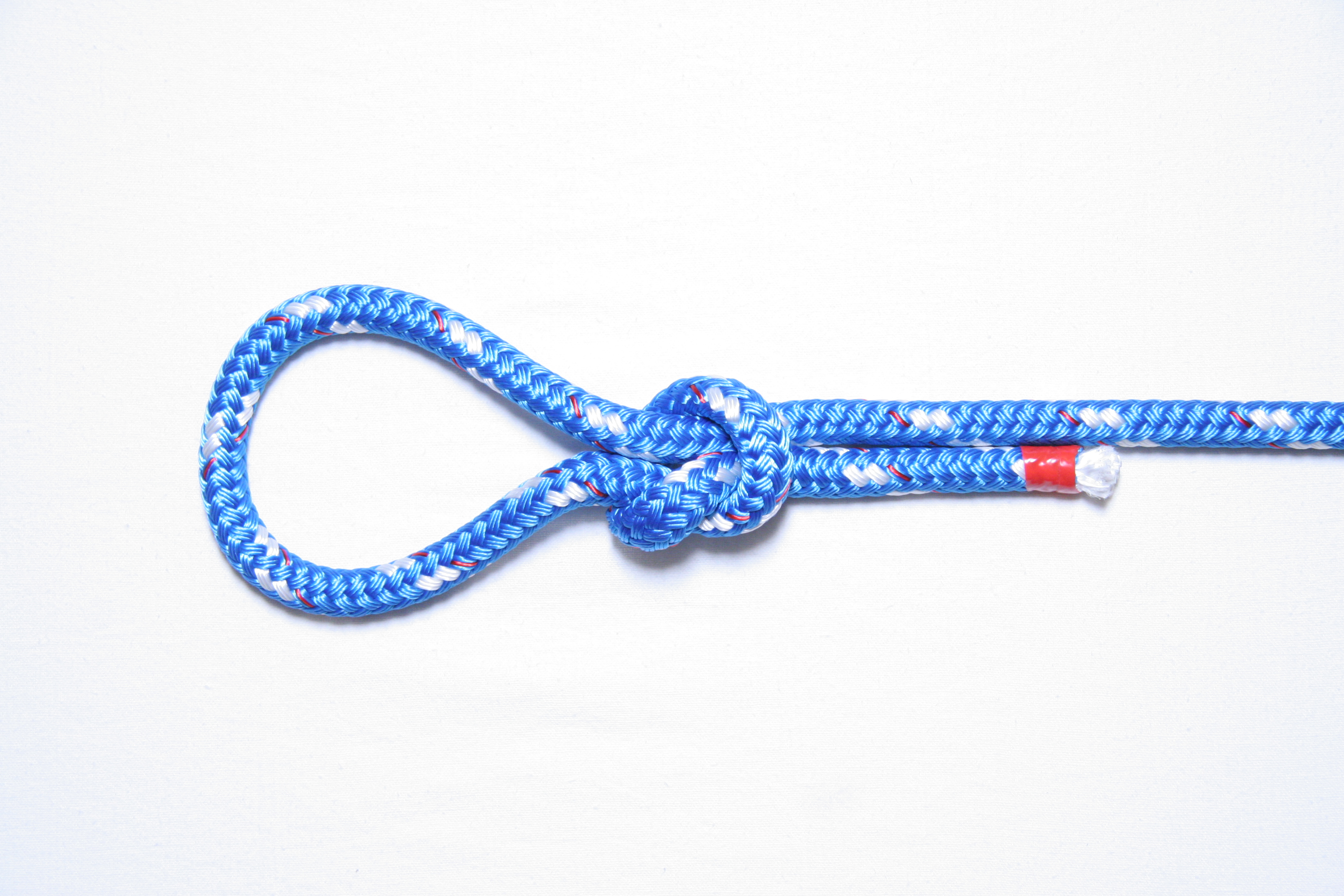
бегущий простой узел (Noose) — удавка для охоты на птиц
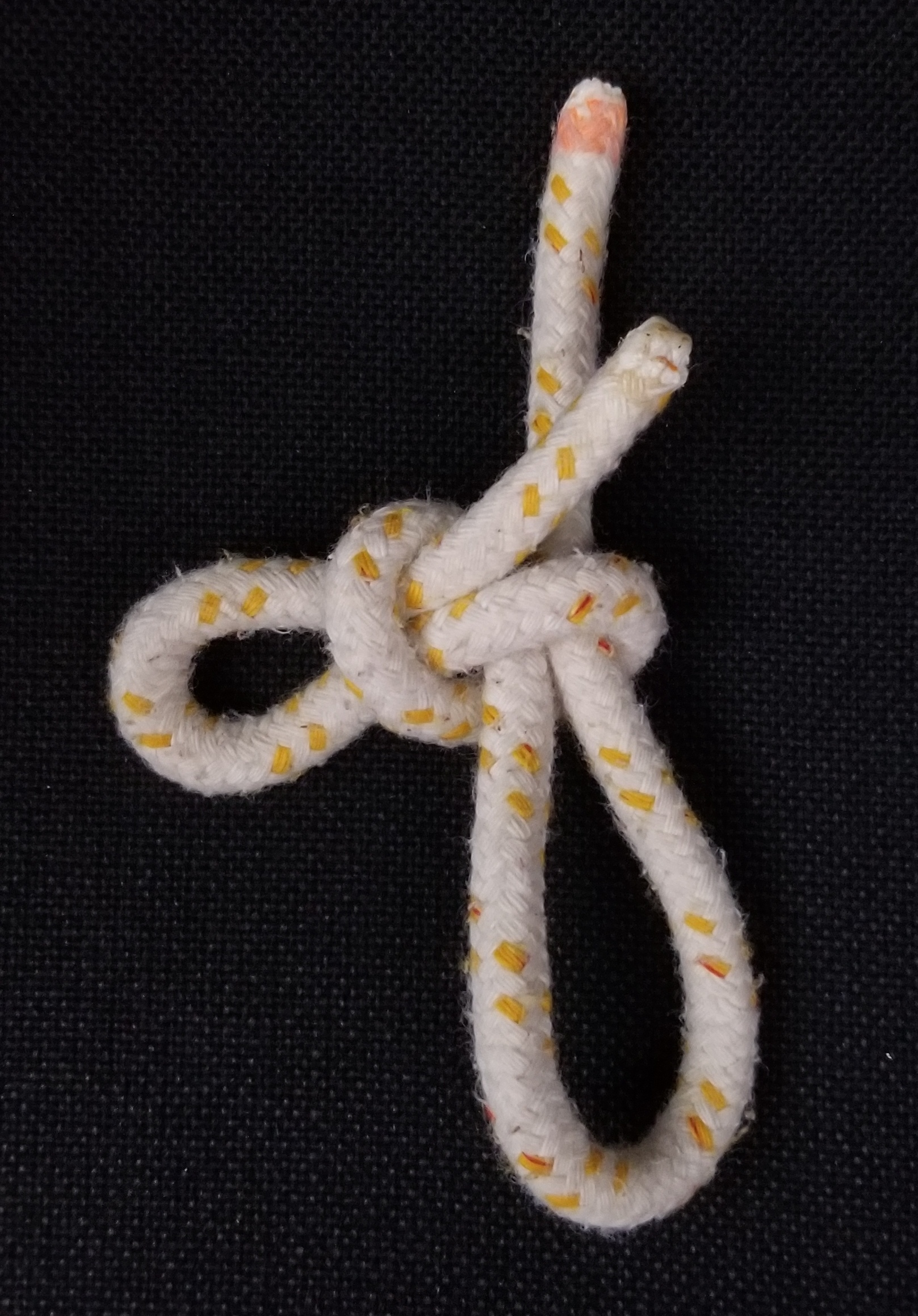
развязывающийся бегущий простой узел (Slip Noose) — развязывающаяся удавка

## Способ завязывания

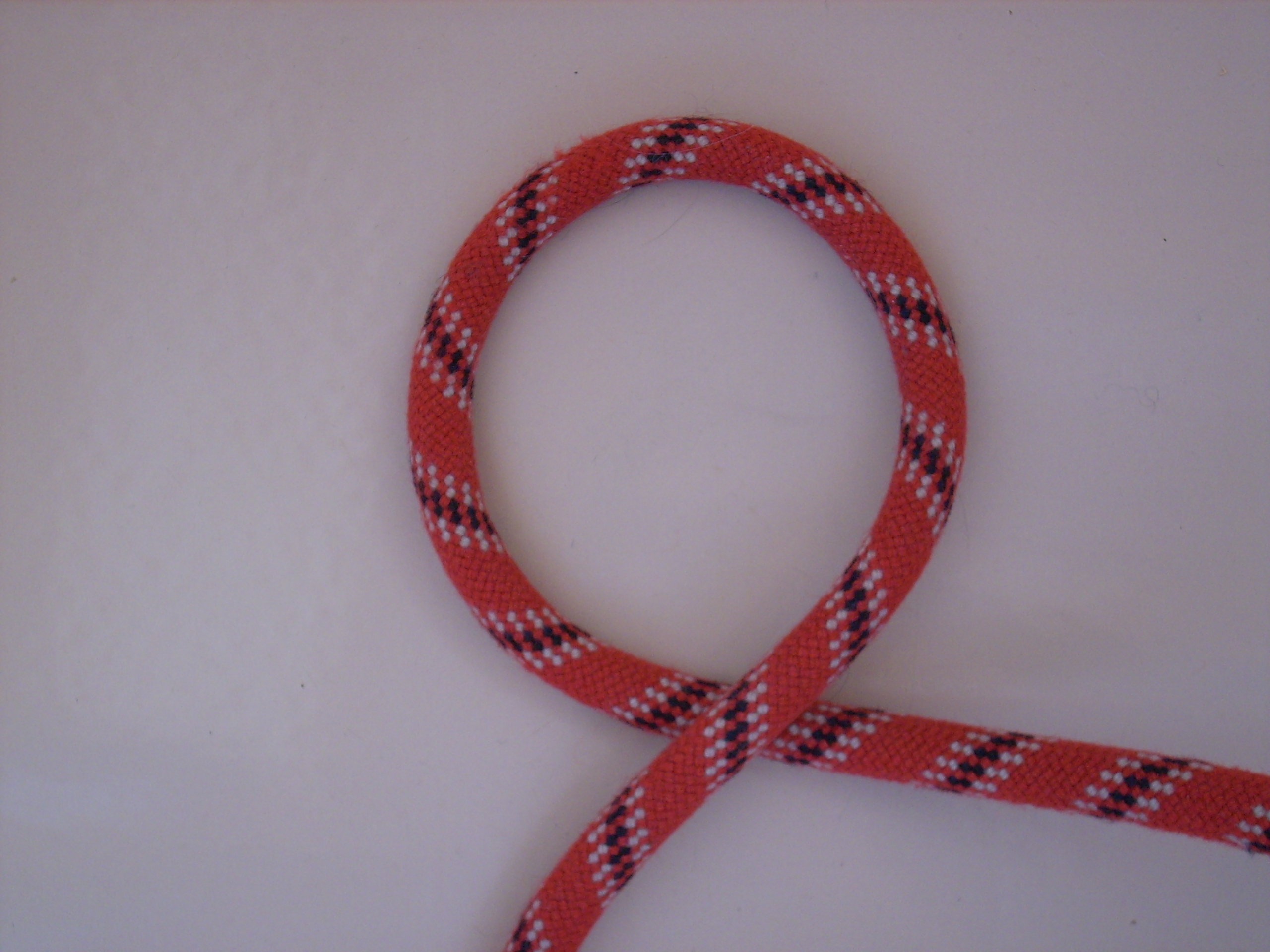
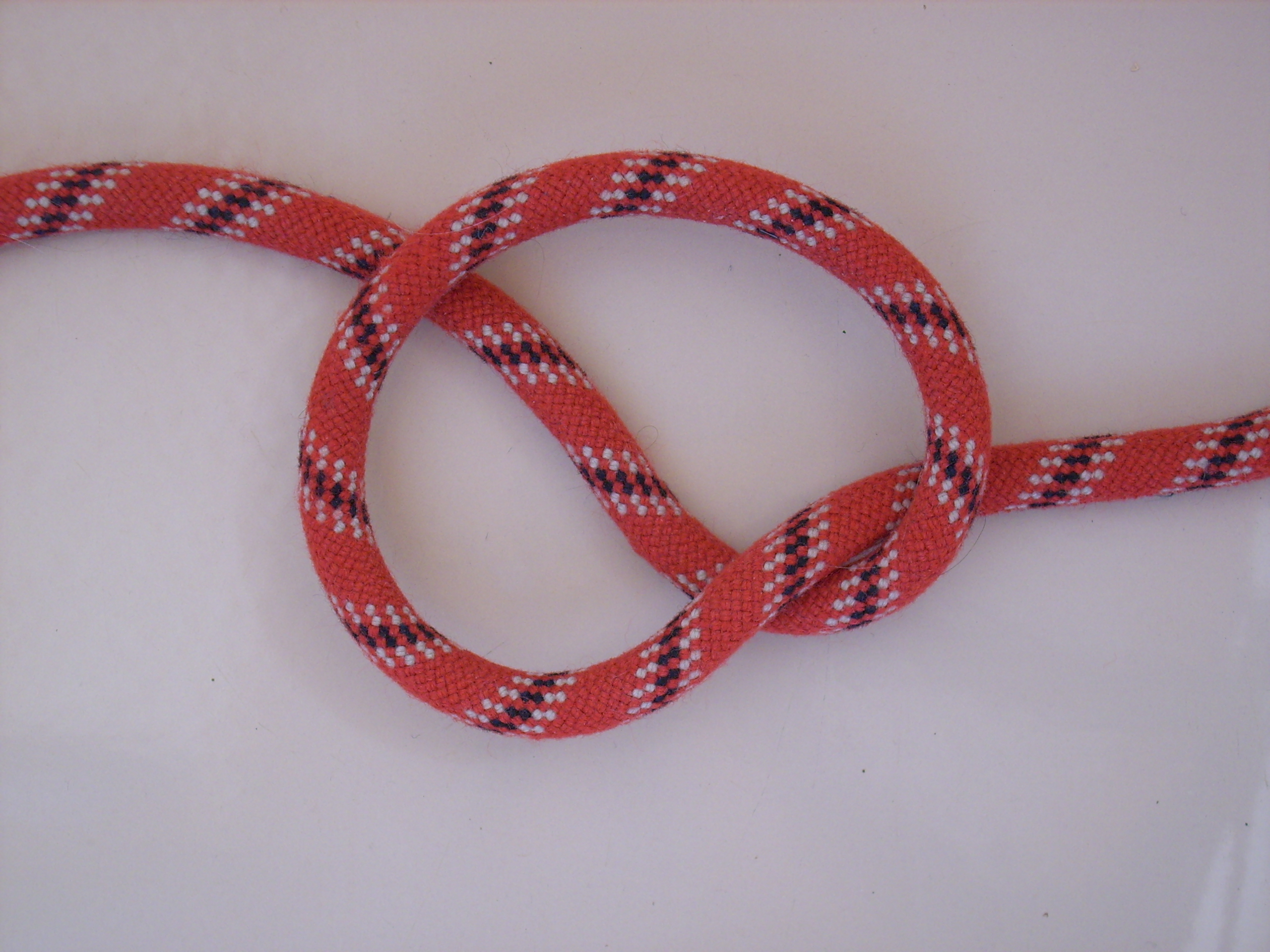
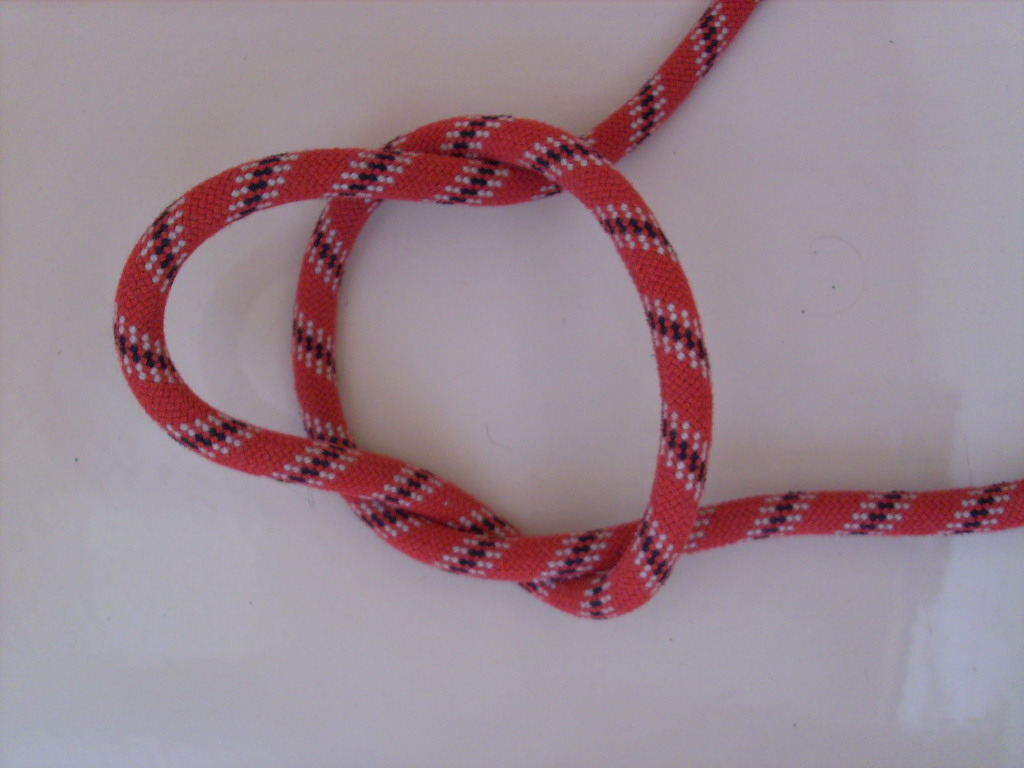
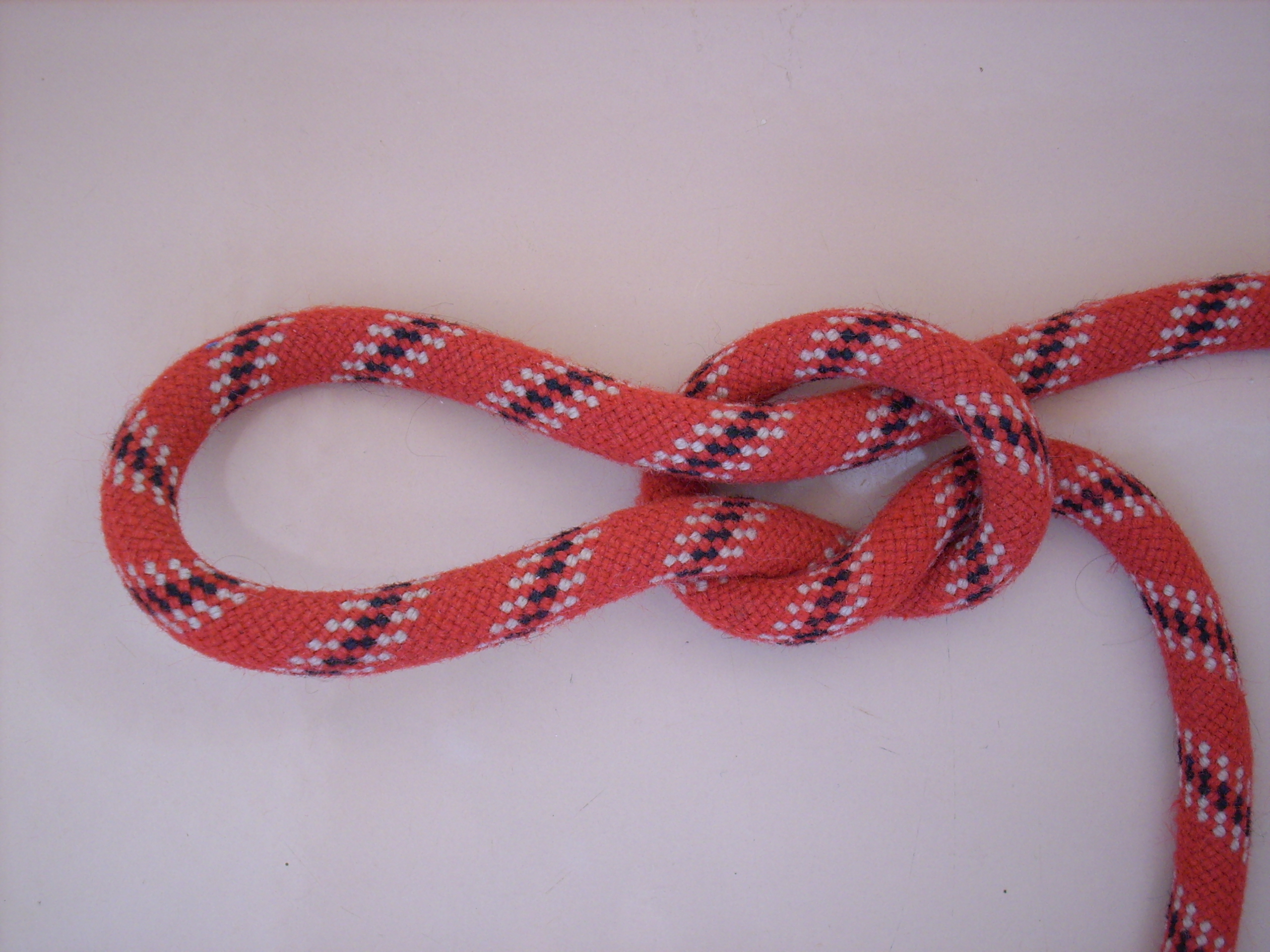

Завязать простой узел ходовым концом верёвки на коренном. Размер петли легко регулировать. Узел может быть завязан как на конце, так и середине верёвки. Петля удавки (бегущего простого узла) является элементом завязывания булиня. Для надёжности на конце ходового конца завязывают сто́порный узел. Для более лёгкого развязывания узел может быть завязан с петлёй и тогда его называют «развязывающимся бегущим простым узлом».
Существуют несколько способов завязывания бегущего простого узла:

1. Для привязывания к опоре.
- Последовательный способ — обнести опору ходовым концом верёвки; завязать простой узел на коренном конце верёвки; сделать стопорный узел на ходовом конце верёвки
- Сделать выбленочный узел на опоре; скинуть второй полуштык узла с опоры; затянуть образовавшийся бегущий простой узел[24]

2. Для создания узла на руке и затем накидывания на опору.
- Из сваечного узла
- Из коровьего узла

## Признаки

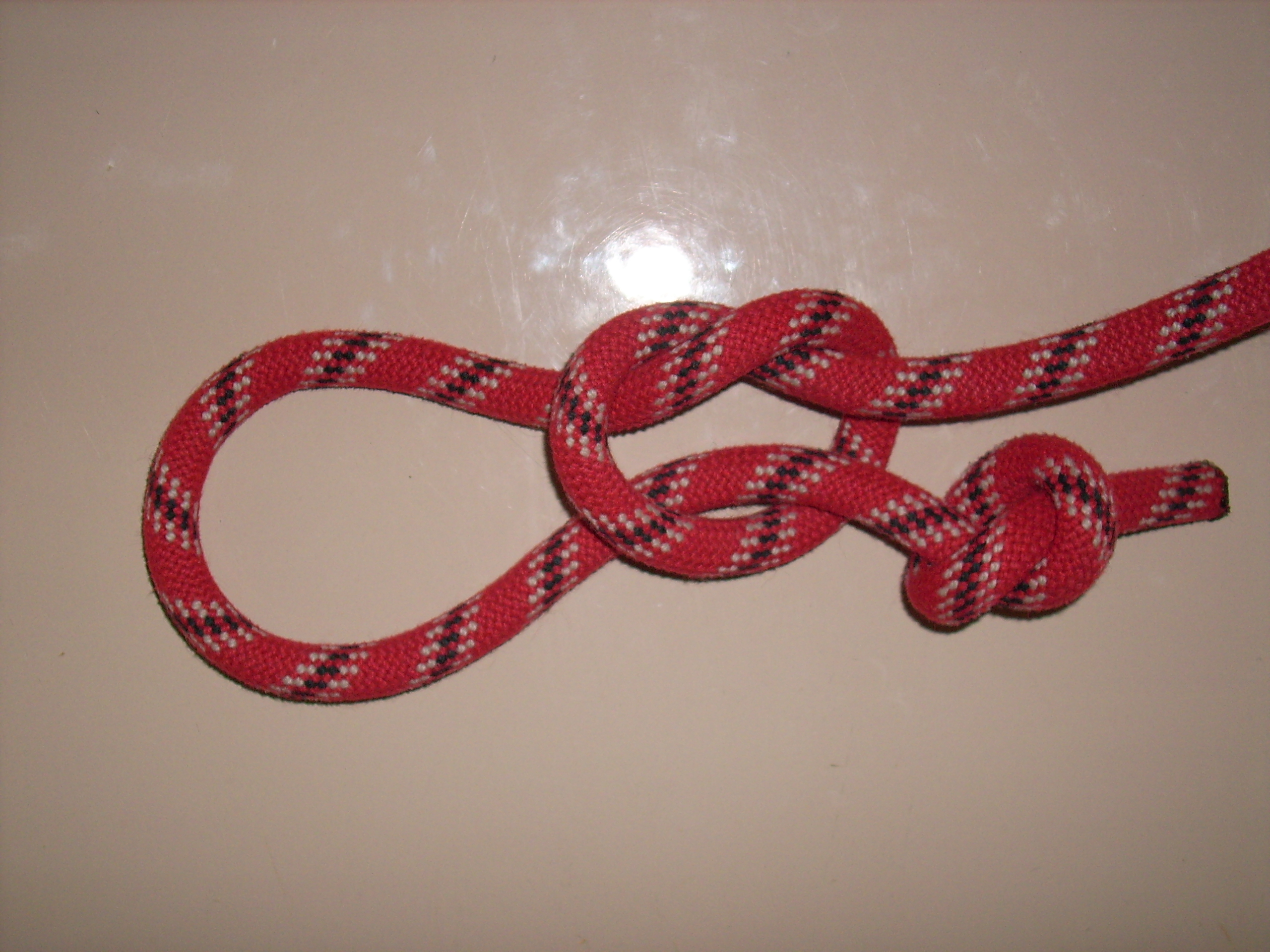
Свёрточный узел (поводко́вый) узел, завязанный на ходовом конце троса со сто́порным узлом на конце. Применяли в торговле для связывания свёртков и пакетов. Также применяли в качестве поводка для домашнего животного

Плюсы
- Узел — прост
- Часто используют в быту

Минусы
- Узел — ненадёжен
- Сильно затягивается
- Трудно развязывать[13]

## Применение
В охоте
- Применяли для отлова птиц

В рыболовстве
- Прикрепление рыболовного крючка к леске